# Las Flores, El Porvenir
Las Flores är en ort i Mexiko.   Den ligger i kommunen El Porvenir och delstaten Chiapas, i den sydöstra delen av landet, 900 km sydost om huvudstaden Mexico City. Las Flores ligger 2 671 meter över havet och antalet invånare är 190.
Terrängen runt Las Flores är bergig söderut, men norrut är den kuperad. Las Flores ligger uppe på en höjd. Runt Las Flores är det ganska tätbefolkat, med 96 invånare per kvadratkilometer. Närmaste större samhälle är Motozintla de Mendoza, 10,4 km söder om Las Flores. I omgivningarna runt Las Flores växer huvudsakligen savannskog.